# Turngemeinde Frankenthal
Die Turngemeinde Frankenthal, Kurzbezeichnung TG Frankenthal, ist mit knapp 1000 Mitgliedern der zweitgrößte Verein der rheinland-pfälzischen Stadt Frankenthal (Pfalz). Neben dem Aushängeschild Hockey gibt es noch Abteilungen in den Sportarten Fechten, Leichtathletik, Turnen, Boule, Jazztanz.

## Hockey

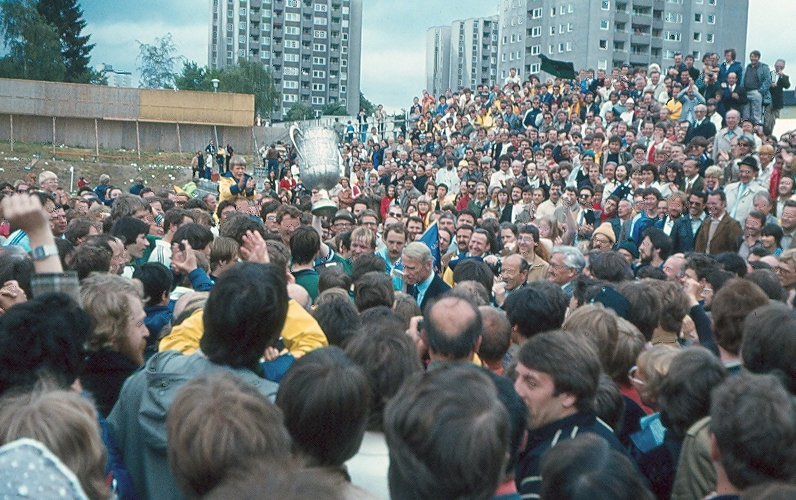
Feldhockey TG Frankenthal Deutscher Meister 1980, Siegerehrung: Kapitän Jörg Pehlke mit Pokal

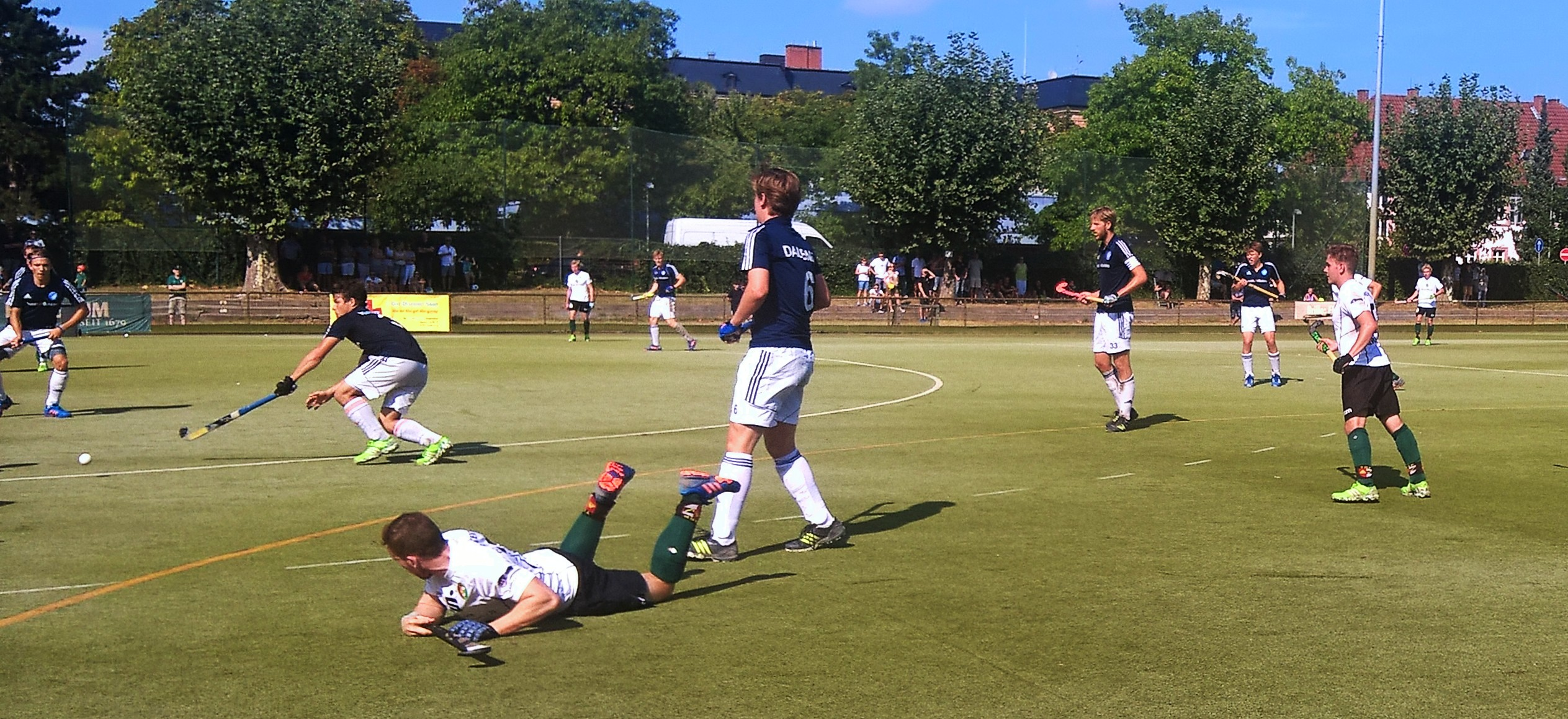
Das Stadion Am Jahnplatz, Heimstätte der TG Frankenthal (Aufnahme 2016)

Die Hockey-Abteilung wurde am 22. März 1922 gegründet. Bereits am 10. Juni 1922 bestritt die Herrenmannschaft der TG Frankenthal ihr erstes Match gegen den noch heute ewigen Rivalen Dürkheimer HC. Ende der 1930er Jahre spielte das Team in der höchsten deutschen Spielklasse. Rudi Weyland wurde in die Nationalmannschaft berufen, schaffte aber nicht den Sprung in die Silbermedaillengewinnermannschaft der Olympischen Spiele 1936 in Berlin. In der Saison 2022/2023 spielen die Herren der TG Frankenthal auf dem Feld in der 2. Bundesliga Gruppe Süd und in der Halle in der 1. Bundesliga Gruppe Süd.
Der Klub gehört im Bereich des Herrenhockeys zu den national erfolgreichsten Hockeyvereinen Deutschlands. Noch heute belegt die TG Frankenthal mit sieben Titeln den zweiten Platz in der Bestenliste der Hallenmeister. Einzigartig ist der Gewinn von fünf Hallentiteln hintereinander (1980–1984). Mit insgesamt zehn deutschen Meisterschaften rangiert der Klub im Herrenhockey auf Platz 4 der DM-Rangliste, nur der HTC Uhlenhorst Mülheim (17), Rot-Weiß Köln (15) und der Berliner HC (12) holten mehr nationale Titel im Herrenhockey. Neben den zehn Meistertiteln konnte die Mannschaft auch vier Vizemeisterschaften erringen. Erfolgsgarant während der 15 goldenen Jahre der TGF war der 213-fache Nationalspieler und Olympiasieger von 1972 Peter Trump. In der überregionalen Presse wurde die Mannschaft als „TG Trump“ tituliert, zumal er auch zeitweise als Spielertrainer fungierte. Aber auch der langjährige Coach Giovanni Vicca, Abteilungsleiter Helmut Müller und Mannschafts-Manager Friedrich Götzelmann prägten die Erfolgsgeschichte der Mannschaft, die mit dem Gewinn des Europapokals der Landesmeister 1984 ihren größten Sieg feiern konnte.
Damenhockey wird in Frankenthal schon seit den 1920er Jahren gespielt. Nach dem Gewinn der Zonenmeisterschaft in der französischen Besatzungszone 1947 und der Südwestmeisterschaft 1950 spielten die Damen zu Beginn der 1960er Jahre um die deutsche Meisterschaft. Sie gehörten zu den vier besten bundesdeutschen Vereinsteams. Die Spielerin Karola Scherer wurde 1964 in die Nationalmannschaft berufen.
Die Spielerin Marie Fischer wurde 2021 mit der U18-Nationalmannschaft und 2022 mit der U21-Nationalmannschaft Europameister auf dem Feld. Aktuell (2022/2023) spielt das erste Damenteam im Feld in der 2. Bundesliga Gruppe Süd und in der Halle in der 2. Regionalliga Süd.
Seit dem Jahr 1999 gab es ein kontinuierliches Wachstum im Jugendbereich.
Im Jahr 2019 verbuchte die Hockeyabteilung mit 273 Jugendlichen einen bis zu diesem Zeitpunkt einmaligen Höchststand.

## Endspielteilnahmen

### Deutsche Hockeymeisterschaft
- 1964 (Halle) in Wuppertal: RW Stuttgart – TGF 5:2
- 1969 (Halle) in Wiesbaden: TGF – Berliner HC 6:5
- 1975 (Halle) in Rüsselsheim: Berliner HC – TGF 10:7
- 1977 (Halle) in Rüsselsheim: TGF – SW Köln 11:8
- 1978 (Halle) in Köln: RW Köln – TGF 11:10
- 1979 (Feld) in Frankenthal: TGF – DHC Hannover 2:1
- 1980 (Halle) in Frankenthal: TGF – HC Heidelberg 12:10 n. V.
- 1980 (Feld) in Frankenthal: TGF – SW Köln 4:3 n. V.
- 1981 (Halle) in Rüsselsheim: TGF – Rüsselsheimer RK 10:7
- 1981 (Feld) in Frankenthal: TGF – Gladbacher HTC 1:5
- 1982 (Halle) in Hannover: TGF – SW Köln 13:8
- 1983 (Halle) in Frankenthal: TGF – Berliner HC 11:8
- 1983 (Feld) in Köln: SW Köln – TGF 0:2
- 1984 (Halle) in Leverkusen: TGF – Limburger HC 13:12 n. V.

Für die Vorbereitung auf die erste Meisterschaft 1969 stand der Mannschaft keine geeignete Hockey-Halle zur Verfügung. 1980 und 1983 gelang der TG Frankenthal das Double, die Meisterschaft in der Halle und im Feld innerhalb eines Kalenderjahres. Das größte Publikumsinteresse in Frankenthal fand die Endrunde 1980. Die Spiele waren schon Wochen zuvor ausverkauft, 1800 Zuschauer sahen die Begegnungen in der „Sporthalle Am Kanal“ mit einem Finale gegen den Lokalrivalen HC Heidelberg. Die drei Endspiele im Feld im damaligen „Stadion an der Benderstraße“ wurden von jeweils rund 3000 Zuschauern besucht. Mehrfach wurden Frankenthaler Hockeyspieler mit der „silbernen Hockeykugel“ für den besten Spieler des Endrundenturniers ausgezeichnet.

### Europapokal der Landesmeister Feld
| Europapokalbilanz Herren Feld |                    |        |       |             |
| Jahr                          | Wettbewerb         | Niveau | Platz | Ort         |
| 1980                          | Club Champions Cup | 1      | 4     | Barcelona   |
| 1981                          | Club Champions Cup | 1      | 5     | Brüssel     |
| 1984                          | Club Champions Cup | 1      | 1     | Terrassa    |
| 1985                          | Club Champions Cup | 1      | 4     | Frankenthal |

- 1984 in Terrassa, Spanien: TGF – Royal Uccle Sport Brüssel 3:2

## Spieler der Deutschen-Meistermannschaften
| Name                | 1969 H | 1977 H | 1979 F | 1980 H | 1980 F | 1981 H | 1982 H | 1983 H | 1983 F | 1984 H | 1984 Euro |
| ------------------- | ------ | ------ | ------ | ------ | ------ | ------ | ------ | ------ | ------ | ------ | --------- |
| Mario Amato         |        | x      | x      | x      | x      | x      | x      | x      | x      |        | x         |
| Werner Bastian      | x      |        |        |        |        |        |        |        |        |        |           |
| Jürgen Betz         |        |        |        |        |        |        |        |        | x      |        | x         |
| Kurt Decher         | x      | x      | x      | x      | x      |        |        |        |        |        |           |
| Heiner Dopp         |        |        | x      | x      | x      | x      | x      | x      | x      | x      | x         |
| Markus Ermel        |        |        | x      | x      | x      | x      |        |        |        |        |           |
| Thomas Gunst        |        |        |        |        |        |        | x      | x      | x      | x      | x         |
| Thomas Hahl         |        |        |        |        |        |        | x      | x      | x      | x      | x         |
| Günther Hetterich   | x      |        |        |        |        |        |        |        |        |        |           |
| Ulrich Hineschied   |        | x      | x      | x      | x      | x      | x      | x      | x      | x      | x         |
| Thomas Höhn         |        | x      |        |        |        | x      | x      |        |        |        |           |
| Michael Kohl        |        |        |        |        |        |        |        |        |        |        | x         |
| Reinhardt Lange     |        |        | x      | x      | x      | x      | x      | x      | x      | x      | x         |
| Uwe Laux            |        |        |        |        | x      |        |        |        | x      |        | x         |
| Michael Merck       |        |        |        |        |        |        | x      | x      | x      | x      | x         |
| Peter Merckel       |        | x      |        |        |        |        |        |        |        |        |           |
| Gerhard Metzler     |        | x      | x      |        |        | x      |        | x      | x      |        | x         |
| Markus Meyer        |        |        | x      | x      | x      | x      | x      | x      | x      | x      | x         |
| Alfred Moos         |        |        | x      |        | x      |        |        |        |        |        |           |
| Harald Pehlke       |        | x      | x      | x      | x      | x      |        | x      |        | x      |           |
| Jörg Pehlke         |        | x      | x      | x      | x      | x      | x      | x      | x      | x      |           |
| Thomas Petry        |        |        |        |        |        |        |        |        | x      | x      | x         |
| Torsten Reiss       |        |        |        |        |        |        |        |        | x      |        | x         |
| Hans Scheidel       | x      |        |        |        |        |        |        |        |        |        |           |
| Frank Schlageter    |        | x      | x      | x      | x      | x      |        |        |        |        |           |
| Wolfgang Schumacher | x      | x      | x      |        | x      |        |        |        |        |        |           |
| Georg Stromberger   |        |        | x      | x      | x      | x      | x      |        | x      | x      | x         |
| Otto Stumpf         | x      |        |        |        |        |        |        |        |        |        |           |
| Fritz Sutter        | x      |        |        |        |        |        |        |        |        |        |           |
| Peter Trump         | x      | x      | x      | x      | x      | x      | x      | x      | x      | x      | x         |
| Matthias Weber      |        | x      |        |        |        |        |        |        |        |        |           |
| Giovanni Vicca      | x      |        |        |        |        |        |        |        |        |        |           |

## Nationalspieler
| - Heiner Dopp - Thomas Gunst - Thomas Hahl - Ingo Krüger | - Reinhardt Lange - Axel Schröder - Felix Theobald - Christian Trump | - Peter Trump - Rudi Weyland |

| Name            | Olympische Spiele | Weltmeisterschaften       | Europameisterschaften                                                                   | Champions Trophy                 |
| --------------- | ----------------- | ------------------------- | --------------------------------------------------------------------------------------- | -------------------------------- |
| Heiner Dopp     | Silber 1984 (F)   | Silber 1982 (F)           | Gold 1978 (F), 1980 (H), 1984 (H), Bronze 1983 (F)                                      | Silber 1980 (F), Bronze 1981 (F) |
| Thomas Gunst    | Silber 1984 (F)   | Bronze 1986 (F)           |                                                                                         |                                  |
| Reinhardt Lange |                   | Silber 1982 (F)           | Gold 1978 (F), 1980 (H)                                                                 |                                  |
| Felix Theobald  |                   |                           | Gold 1999 (H)                                                                           |                                  |
| Peter Trump     | Gold 1972 (F)     | Bronze 1973 (F), 1975 (F) | Gold 1970 (F), 1974 (H), 1976 (H), 1978 (F), 1980 (H), Silber 1974 (F), Bronze 1983 (F) | Silber 1980 (F), Bronze 1981 (F) |